# Burgenländische Elektrizitätswirtschafts Aktiengesellschaft
Die Burgenländische Elektrizitätswirtschafts Aktiengesellschaft (BEWAG) war ein Stromversorger im österreichischen Bundesland Burgenland. Das Unternehmen wurde 1958 gegründet und ist damit das jüngste Energieversorgungsunternehmen Österreichs. Im Jahr 1959 übernahm sie von der heutigen EVN und der STEWEAG die Stromversorgung. 
Eigentümer war mit 51 % Anteil das Land Burgenland und mit 49 % die Burgenland Holding AG. Versorgt wurden ungefähr 150.000 Kundenanlagen, der Umsatz lag 2010/11 bei 249 Millionen Euro. Im Juli 2012 erfolgte zunächst eine Fusion der BEWAG und BEGAS. Ab 1. Oktober 2012 entstand daraus die Energie Burgenland AG.
Das Leitungsnetz im Burgenland umfasst über 630 km Hochspannungs-, 3.100 km Mittelspannungs- und 5.200 km Niederspannungsleitungen. Die BEWAG ist über ihre hundertprozentige Tochter Austrian Wind Power im Besitz mehrerer Windparks mit zusammen 147 Windkraftanlagen (Stand Anfang 2012), die im Jahr 2011 etwa 500 GWh an "Windstrom" produzierten. Ab 2012 findet mit der Realisierung der Windinitiative II ein weiterer starker Ausbau der Windenergie statt. 
Die BEWAG ist seit Februar 2000 Partner in der EnergieAllianz Austria. Besonders engagiert sich die BEWAG in der alternativen Stromerzeugung, klimatisch bedingt vor allem an Windkraftanlagen, wie dem Windpark auf der Parndorfer Platte oder dem in Bau befindlichen Windpark Andau/Halbturn, aber auch auf dem Sonnenkollektorbereich. Die BEWAG fördert seit 1975 mit dem BEWAG-Literaturpreis Lyrik und Prosa.